# Sandro Vitiello
Sandro Vitiello (Broccostella, 21 febbraio 1958) è un ex giocatore di football americano italiano.

## Carriera
Ha giocato due partite in NFL nel 1980 con i Cincinnati Bengals. Nel 1984 firma un contratto di ben 46 milioni di dollari con i Los Angeles Express.